# Michael E. Fossum
Pour les articles homonymes, voir Fossum.
Michael Edward Fossum est un astronaute américain né le 19 décembre 1957 à Sioux Falls, Dakota du Sud (États-Unis).

## Biographie
Il naît l 19 décembre 1957. Il obtient une licence en science en 1980, puis un master en 1981 ; il décrochera un second master en 1997.La NASA le recrute en janvier 1993 en tant qu'ingénieur.

## Vols réalisés
Il réalise deux vols en tant que spécialiste de mission lors des missions STS-121 et STS-124, en 2006 et 2008.
Il décolle le 7 juin 2011 à bord d'un vaisseau Soyouz TMA-02M en direction de la station spatiale internationale.